# Pikeville, Kentucky
Pikeville är administrativ huvudort i Pike County i Kentucky och säte för University of Pikeville. Orten har fått sitt namn efter militären Zebulon Pike. Enligt 2010 års folkräkning hade Pikeville 6 903 invånare.

## Kända personer från Pikeville
- Patty Loveless, musiker
- Dwight Yoakam, musiker